# Flaws
Flaws – utwór brytyjskiego indierockowego zespołu Bastille. 4 lipca 2011 wraz z utworem „Icarus” singel został wydany przez niezależną wytwórnię płytową Young and Lost Club. Znalazł się także na ich debiutanckim albumie studyjnym pt. Bad Blood. 21 października 2012 roku wydany został przez wytwórnię Virgin Records jako trzeci singel z debiutanckiej płyty. Twórcą tekstu piosenki jest Dan Smith, który wraz z Markiem Crew zajął się jego produkcją. Do singla nakręcono także teledysk, a jego reżyserem był Austin Peters.

## Pozycje na listach przebojów
| Kraj              | Lista (2012-14)         | Najwyższa pozycja |
| ----------------- | ----------------------- | ----------------- |
| Belgia (Flandria) | Ultratop 50             | 57                |
| Stany Zjednoczone | Alternative Songs       | 18                |
| Stany Zjednoczone | Hot Rock Songs          | 43                |
| Szkocja           | Scottish Singles Top 40 | 30                |
| Wielka Brytania   | Singles Top 100         | 21                |